# Lynge Drive In Bio
Lynge Drive In Bio er en drive-in-biograf i Lynge i Nordsjælland. Den er bygget i en grusgrav i 1961 og er Skandinaviens første drive-in-biograf og Europas største. Publikum kører deres biler ind på en af biografens parkeringspladser hvorfra de kan se biograflærredet. Filmlyden udsendes som et radiosignal på FM-båndet så den kan høres i bilernes bilradio eller en anden FM-radio.

## Historie
Biografen åbnede i 1961 med navnet Villabyerne Drive-in-Bio. Den blev startet af Mogens Fisker som var direktør for Villabyernes Biograf. Han fået ideen fra en rejse til USA hvor han havde set drive-in-virksomheder. Biografen lukkede igen allerede i 1963 da Fisker døde. Den genåbnede i 1966 da Christian Bulskov overtog stedet. Han drev biografen indtil 1975 hvor hans søn Ernst Bulskov overtog den. Biografen blev solgt til Henrik Kehlet i 2010.
1. januar 2024 blev Tais Johansen, efter at have købt Henrik Kehlet ud, ny medejer i Drive In Bio,  og fortsætter driften  med Birgit Kehlet som partner.  Tais har været ansat som operatør i Drive In bio i siden 1998. 
Skærm nr. 2 (Bio 2) blev indviet i 1988. Bio 3 startede i 2000, og efter sæsonen 2000 blev den oprindelige Bio 1 nedlagt og erstattet af Bio 4.